# Ladislau Broșovschi
Ladislau Broșovschi (* 23. März 1951 in Arad; † 23. Dezember 1990) war ein rumänischer Fußballspieler. Er bestritt insgesamt 314 Spiele in der Divizia A, der höchsten Spielklasse seines Landes. In den Spielzeiten 1968/69 und 1969/70 gewann er mit UTA Arad die rumänische Meisterschaft.

## Karriere
Die Karriere von Broșovschi begann im Jahr 1967 bei Vagonul Arad in der Divizia B. In der Saison 1967/68 kam er zu einem Einsatz, als sein Klub in die Divizia A aufstieg. Anschließend schloss er sich dem Lokalrivalen UTA Arad an, bei dem er insgesamt elf Jahre spielte. Bereits in seinem ersten Jahr konnte er mit der Meisterschaft 1969 seinen ersten Titel gewinnen. Dieser Erfolg konnte er mit seiner Mannschaft ein Jahr später wiederholen. Es blieben die beiden einzigen Titel seiner Laufbahn. Bereits in seinem zweiten Jahr gehörte er zum Stamm seines Teams. In den Folgejahren entwickelte sich Broșovschi immer mehr zum Torjäger. Von 1974 bis 1978 machte er in jeder Spielzeit mit zweistelligen Trefferausbeuten auf sich aufmerksam. Sportlich konnte er mit seiner Mannschaft an die frühen Erfolg nicht anknüpfen. Die Spielzeit 1971/72 schloss er als Vizemeister hinter dem FC Argeș Pitești ab und erreichte das Viertelfinale im UEFA-Pokal, wo er gegen den späteren Sieger Tottenham Hotspur ausschied. Anschließend fiel UTA aus der Spitzengruppe der Divizia A und Broșovschi kämpfte mit seinem Team in den folgenden Jahren um den Klassenverbleib. Am Ende der Saison 1978/79 musste er schließlich absteigen. Er blieb dem Verein zunächst auch eine Liga tiefer erhalten, kehrte im Verlauf der Saison 1979/80 aber zu Vagonul zurück, das nunmehr unter dem Namen Rapid Arad firmierte. Nach zwei Spielzeiten in der Divizia B beendete er im Jahr 1982 seine Laufbahn.

## Nationalmannschaft
Broșovschi bestritt zwischen 1972 und 1974 drei Spiele für die rumänische Nationalmannschaft. Er debütierte am 30. Januar 1972 in einem Freundschaftsspiel gegen Marokko, als er beim 4:2-Erfolg seinen einzigen Länderspieltreffer erzielen konnte. Am 23. April 1972 kam er in einem Freundschaftsspiel gegen Peru zu seinem zweiten Einsatz. Danach wurde er zwei Jahre lang nicht berücksichtigt, ehe er am 22. April 1974 in einem Freundschaftsspiel gegen Argentinien letztmals zum Einsatz kam.

## Erfolge
- Rumänischer Meister: 1969, 1970